# Slagmolen (Lille)
De Slagmolen is een voormalige rosmolen in de Antwerpse plaats Lille, gelegen aan de Broekzijstraat 24-26.
Deze binnenrosmolen fungeerde als oliemolen, en wel voor het slaan van koolzaad.

## Geschiedenis
In de 15e eeuw zouden er al drie oliemolens te Lille hebben bestaan maar in het tijdvak 1559-1612 was er al sprake van een oliemolen aan de Broekzijstraat. Deze stond op een andere plaats dan tegenwoordig en in 1830 werd de molen verplaatst naar de huidige locatie. In 1836 brandde de molen af en in 1837 was hij weer hersteld.
Omstreeks 1918 werd een gasmotor geïnstalleerd en er kwam in 1922 een sterkere motor, omdat toen ook een korenmolen in bedrijf kwam. De rosmolen werd overbodig.
Na de Tweede Wereldoorlog werd de gasmotor door een elektromotor vervangen. Tot begin jaren '60 van de 20e eeuw bleef de molen in bedrijf.
In 1986 werd het molenhuis gerestaureerd en in 1988 werd de molen weer in gebruik genomen. In 2009 werd de molen stilgelegd om in 2021 weer in gebruik te worden genomen.

## Molen
Er wordt plantaardig smout uit koolzaad geslagen, in gebruik als bakolie voor smoutebollen.
De molen heeft een kollergang voor het breken van de zaden, een stoof voor het verwarmen van het gebroken zaad, en een slagbank voor het slaan van de olie.
- Inventaris van het Bouwkundig Erfgoed (Vlaanderen): 47409